# ケークウォーク (企業)
Cakewalk, Inc.（ケークウォーク インコーポレイテッド）は、アメリカのボストンに存在し、音楽制作ソフトウェアを開発する企業である。
もっとも良く知られた製品は、プロフェッショナル・ユースの為の総合的なMIDIシーケンサ、SONARである。SONARは、オーディオとMIDI双方のマルチトラックのレコーディングと編集機能を有する。更に、デジタル音楽を取り扱うpyro Audio Creatorや、ソフトウェア・シンセサイザーであるRapture Pro等、音楽ソフトウェア製品を幅広く扱う。
1980年代から1990年代にかけた当初、この企業の名称はTwelve Tone Systems, Inc.であり、Cakewalkはフラッグシップ製品であるMIDIシーケンサの名前であった。
1995年からRoland株式会社と業務提携しており、SONAR等の音楽ソフトウェアはRolandから発売されていた。株式取得によってRolandの傘下へ入ってからは、オーディオインターフェース等のコンピュータミュージック関連機材を販売するブランド「Cakewalk by Roland」として展開していた。
2013年9月24日、Rolandは、米ギブソンへCakewalk株式を売却すると発表。以降、ギブソン子会社であるTEAC社のTASCAMブランドとして製品を展開する。なお、日本においては日本語サポート及びパッケージ製品の販売をTEACが行っているが、ダウンロード製品は自社のオンラインストアで販売している。
2017年11月17日、ギブソン及びCakewalkは、SONAR含む全てのCakewalk製品の積極的な開発・生産を終了すると発表した。
2018年2月23日、シンガポールの企業であるBandLab Technologiesは、Cakewalkの完全な知的財産権及び一部資産を取得したと発表。
2018年4月4日、BandLab Technologyは、SONARの後継となるCakewalk by BandLabをリリースした。

## 製品
シーケンサ/DAW
- SONARシリーズ
  - SONAR Platinum/Professional/Artist/Home Studio

ソフトウェア音源
- Cakewalk Sound Center
  - DimentionシリーズやRaptureシリーズから厳選された音色を収録している。
- Dimention Pro/LE
  - 日本国内に於いては、商標の都合上D-Pro (LE)という製品名で提供されている。
- Rapture (LE)
- Rapture Session
- Studio Instruments
  - それぞれ、ドラム(SI Drums)、ベース(SI Bass)、ストリングス(SI Strings)、エレクトリックピアノ(SI Electric Piano)の4製品が展開されている。
- TTS-1
  - Cakewalkブランドとなっているが、内容はRoland社がかつて販売していたHyper Canvasと同じものである。
- Roland GrooveSynth
- Square I
- PSYN Ⅱ
- Z3ta+ 2
- Cyclone
- Session Drummer 3
- sfz Player
- DropZone
- RXP REX Player

エフェクト
- ProChannel
  - モジュールタイプのエフェクト規格。SONARの上位版で使用できる。
- L-Phase EQ
- L-Phase MB
- Channel Tools
- Boost 11
- PX-64
- TL-64
- VX-64
- Sonitus:fx Suite

旧ソフトウェア製品
- Cakewalk Pro Audio
  - SONARの前身となったMIDIシーケンサ。
- Metro
  - Macintosh用MIDIシーケンサ。
- Overture
  - 譜面作成ソフト。
- Music Creator (LE)
  - エントリー向けDAW。
- project5 (LE)
  - 統合型ソフトシンセ。
- Kinetic
  - 統合型ソフトシンセ。
- pyro Audio Creator
  - 波形編集ソフト。
- Triangle II
  - ソフトシンセ。
- Pentagon I
  - ソフトシンセ。
- Guitar Tracks Pro
  - 日本国内ではDJ BEAT CREATORという製品名で提供されていた。

旧ハードウェア製品
- SONAR V-STUDIOシリーズ
- オーディオ/MIDI用USBケーブル一体型インターフェース：UA-1G、UM-1G、UM-2G、UM-3G、UA-25EX、UA-101、UA-4EX
- Firewareオーディオ/MIDIインターフェース：FA-66
- USB-MIDIキーボード：A-800PRO、A-500PRO、A-300PRO、A-500S
- Mobile Studio Canvas
  - オーディオ/MIDIインターフェース内蔵の音源モジュール。